# Ruben López Furst
Ruben López Furst (* 26. Juni 1937 in Buenos Aires; † 25. Juli 2000 ebenda) war ein argentinischer Jazzpianist. 

## Leben und Wirken
Furst stammt aus einer Musikerfamilie; er ist der Bruder des Violinisten Héctor López Furst (1934–2003) und des Bassisten Lito López Furst (1944–2005). 
„Baby“ López Furst begann bereits als Vierzehnjähriger 1951 in der Jazzszene von Buenos Aires aufzutreten. Zunächst gründete er eine Swingband nach dem Vorbild des Quintette du Hot Club de France, in der er Gitarre spielte. 1961 leitete er sein Trio, das 19 Jahre lang bestand und in dem er als Pianist auftrat. 1966 erschien sein Livealbum Jazz en la Universidad, ein Mitschnitt eines Konzerts (1964) im Auditorium of the Universidad Nacional de Litoral in Santa Fe;  1967 folgte das Album Jazz Argentino mit seinem Trio aus Jorge Gonzalez (Bass) und Néstor Astarita (Schlagzeug). Gemeinsam mit seinen Brüdern bildete er das Quarteto López Furst (Oliendo los blues, 1972). Auch arbeitete er als Begleiter von Jorge López Ruiz und als Gitarrist bei Los Blue Strings. Er spielte und nahm mit internationalen Jazzgrößen wie Roy Eldridge, John Lewis und Louis Armstrong auf.
López Furst arbeitete auch an der Filmmusik von Spielfilmen wie Sombras en el cielo, Espérame mucho, Asesinato en el Senado de la Nación, El desquite und El Faro del Sur. Zu seinen Aufnahmen gehören Baby Solo (1992) und Dúo (1994), letzteres mit Jorge Navarro, mit dem er mehr als fünf Jahre lang ein Klavierduo bildete. 1997 arbeitete er mit Ernesto Acher im Projekt Gershwin, el hombre que amamos.

## Preise und Auszeichnungen
López Furst erhielt zahlreiche Preise, darunter den Premio Konex als Jazzmusiker bzw. bester Jazzsolist 1985 und 1992 sowie postum 2005. Außerdem 1982 zeichnete ihn 1982 die Zeitschrift Prensario als einen der drei besten Jazzpianisten in Argentinien aus. Als Komponist und Produzent von Werbemusik wurde er wiederholt für seine Arbeit ausgezeichnet. 